# Seventeen (banda surcoreana)
Seventeen (en hangul: 세븐틴, más escrito como SEVENTEEN o SVT) es un grupo musical surcoreano que, aunque empezó a ser formado en 2012, debutó oficialmente el 26 de mayo de 2015 bajo la compañía discográfica Pledis Entertainment. El grupo consiste de 13 integrantes: S.Coups (에스콥스), Jeonghan (정한), Joshua (조슈아), Jun (준), Hoshi (호시), Wonwoo (원우), Woozi (우지), The8 o también conocido como Minghao (디에잇), DK (도겸), Mingyu (민규), Seungkwan (승관), Vernon (버논) y Dino (디노), y a su vez se divide en tres unidades, cada una con un área de especialización distinta: Hip-hop, Vocal, y Performance, las cuales están conformadas por los raperos, vocalistas y bailarines principales del grupo respectivamente. El significado detrás del nombre proviene de la suma de sus 13 integrantes, las 3 unidades, y su trabajo como 1 solo grupo (13+3+1=17). 
El grupo debutó con el EP 17 Carat, que se convirtió en el álbum de K-pop con más tiempo en las listas de éxitos del año en los Estados Unidos y el único álbum novato que apareció en la lista de Billboard "10 mejores álbumes de K-Pop de 2015". A la fecha, Seventeen lanzó cuatro álbumes de estudio, diez EP y tres reediciones en Corea del Sur. 
Se caracterizan por involucrarse en la producción y escritura de sus canciones, al igual que en la creación de sus coreografías, y en otros aspectos creativos del grupo. Fue señalado por medios como el primer grupo 100% autoproducido.
Han sido etiquetados como "Stage Breakers", "Performance Kings", "Theater Kids of K-Pop", y "K-Pop Performance Powerhouse'" por varios medios de comunicación nacionales e internacionales.

## Historia

### Predebut
En julio del 2012, (Pledis Entertainment) anunció la creación de su segundo grupo masculino, llamado "Seventeen".  A partir de 2013, (Pledis Entertainment) implementó un sistema predebut, en el cual el periodo de entrenamiento de Seventeen sería transmitido a todo el público bajo transmisiones en vivo, en una serie llamada "Seventeen TV" en la plataforma de transmisión en línea (IBM Cloud Video | UStream). El programa se transmitió durante varias temporadas, donde se presentaron a los miembros que conformarían el grupo, también se vio como practicaban y entrenaban para su debut, en el cual ellos mismos creaban y mostraban sus diversas presentaciones, además al final de las temporadas se hacían conciertos llamados "Like Seventeen", gracias a esto lograron crear un pequeño conjunto de aficionados. Antes de su debut, Seventeen también apareció en el programa de telerrealidad Seventeen Project: Big Debut Plan en MBC del 2 al 26 de mayo de 2015. El programa concluyó con el showcase del debut del grupo.

### 2015: Debut,17CARATy Boys Be
En el primer showcase del grupo, se reveló el teaser de su vídeo musical de debut, el cual contendría una nueva canción original del grupo.
Tras la transmisión del programa especial de debut en la cadena de televisión MBC el 26 de mayo del 2015, su canción debut «Adore U» se dio a conocer junto su canción de acompañamiento promocional «Shining Diamond» y se llevó a cabo el lanzamiento de su primer miniálbum el 29 de mayo y la fecha del lanzamiento del vídeo musical para «Adore U» el 29 de mayo a la medianoche. El resto de su miniálbum contiene canciones de estilo Hip-Hop, Dance, entre otros. Su debut oficial en un programa de música fue el 27 de mayo en Show Champion de la cadena MBC.
Su álbum 17 Carat consiguió estar en el noveno lugar en la lista Billboard World Albums a tan solo una sola semana de su debut, su vídeo musical que fue revelado el 29 de junio alcanzó 900 000 visitas solo una semana después. El segundo miniálbum fue lanzado el 10 de septiembre, con el nombre de Boys Be, junto con el vídeo musical de su canción «Mansae» (만세). Su segundo miniálbum está disponible en dos versiones tituladas "Hide" y "Seek". El miniálbum contiene cinco canciones, «Fronting», «When I Grow Up», «OMG», «Rock» y el tema principal «Mansae».
Los miembros Woozi, S.Coups, Wonwoo, Mingyu y Vernon participaron en la redacción y producción canciones del álbum «Boys Be», que contiene una mezcla enérgica de Funk, Hip-Hop y Pop. «Mansae» fue compuesta por dichos miembros, y el cantautor Kye Bum Zu. Las letras fueron escritas por Woozi y Kye Bum Zu, con arreglos hechos por este último.
Las preventas del álbum superaron las 30 000 copias antes de que fuera lanzado y obtuvo el puesto número uno en la lista Billboard World Albums Chart. En solo tres meses el álbum consiguió vender más de 100 000 copias, colocándose entre los diez artistas que más vendieron en el 2015.

### 2016:Love & Letter, gira asiática yGoing Seventeen
El primer álbum completo de Seventeen Love & Letter fue lanzado el 25 de abril de 2016. El álbum fue lanzado en dos versiones "Love" y "Letter" y vendió más de 150 000 copias en preventa antes de su lanzamiento. Llegó al número uno en Gaon Album Chart y Oricon Weekly Pop Album Charts en Japón. Seventeen recibió su primer premio en un programa de música el 4 de mayo con la canción «Pretty U» y el álbum llegó al cuarto lugar en la lista Gaon Album Chart de 2016.
Love & Letter fue relanzado con el álbum Love & Letter Repackage el 4 de julio con el sencillo promocional fue «Very Nice». Inmediatamente el grupo comenzó el Seventeen 1st Asia Tour 2016: Shining Diamonds, que incluía paradas en Japón, Singapur, Australia y China. Los conciertos comenzaron en Corea del Sur el 30 y 31 de julio, para los que se vendieron 13 000 entradas.
El 5 de diciembre, el grupo lanzó su tercer miniálbum Going Seventeen en tres versiones: Make a Wish, Make it Happen y Make the Seventeen. El álbum debutó en el número uno en Gaon Album Chart con más de 130 000 copias vendidas en su primera semana.

### 2017: AL1, gira mundial Diamond Edge y TEEN, AGE
Seventeen lanzó su cuarto miniálbum titulado Al1, teniendo como canción principal el EDM "Don't wanna cry ". El álbum salió a la venta el 22 de mayo y vendió 190,000 copias físicas en la primera semana de ventas. Fue ofrecido en tres versiones diferentes: "Al1", "All" y "Alone". Dicho álbum contiene ocho canciones en el formato físico, y seis canciones en formato digital: la canción principal, una canción por unidad, un dueto y dos canciones especiales de unidades de Performance y Hip-Hop. De estas canciones tuvieron video musical: la canción principal, el dueto de la china line y la canción de la unidad de hip hop.
En julio de 2017 comenzaron su primera gira mundial, llamada "Diamond Edge" visitando dos continentes: Asia y América. La gira comenzó en Seúl, Corea del Sur y continuó en trece ciudades del mundo por países como Japón, Filipinas, Estados Unidos de América, Canadá, Chile, entre otros.
Previo al lanzamiento de "TEEN, AGE", Seventeen publicó videos musicales semanales en su canal oficial, uno por cada unidad dentro del grupo parte del proyecto "before al1: chapter 0.5".
En noviembre de 2017, inmediatamente después de su gira mundial salió a la venta el segundo álbum de estudio del grupo, llamado "TEEN, AGE", en cuatro versiones diferentes. "TEEN,AGE" tuvo como canción principal "CLAP", incluyó un total de trece canciones (outro e intro incluidos). Este álbum estuvo en el puesto número uno de la lista de Billboard World Albums Chart.

### 2018: Director's cut, BSS y debut japonés
Seventeen lanzó su segundo repackage álbum, llamado "Director's cut" en febrero de 2018. Este repackage promocionado como "álbum especial" contiene todas las canciones de "TEEN, AGE" más cuatro canciones nuevas. La canción principal de este álbum es "Thanks", una canción future bass, cuya letra es un agradecimiento a los fans de la boyband.
El 13 de marzo de 2018, Pledis entertainment anunció el debut de una unidad especial de Seventeen: BooSeokSoon (BSS). Esta unidad está compuesta por los miembros Hoshi, DK, y Seungkwan, con debut a mediados de marzo con la canción "Just Do It" lanzado únicamente en formato digital, comenzando promociones en programas musicales.
Después de su reunión anual de fans en Seúl "Caratland", su agenda de actividades en Japón incluyendo conciertos y reunión especial "Caratcamp", Seventeen anunció su debut japonés programado para el mayo de 2018.
Este álbum debut lleva por nombre "We make you", incluye la canción principal  "CALL CALL CALL"  , además de cuatro canciones en versión japonesa: Highlight, Lean on me, 20 y Love letter. El video musical de CALL CALL CALL salió el 16 de mayo. El debut oficial de Seventeen en Japón fue el 30 de mayo de 2018, vendiendo el primer día 95, 000 unidades lo que colocó al álbum en el puesto #2 del ranking de Oricon.

### 2018: You Make My Day e Ideal Cut
"You Make My Day" es el quinto miniálbum de Seventeen, lanzado el 16 de julio de 2018. La canción principal es "Oh My!", y el álbum contiene un total de seis canciones. El álbum debutó en el puesto #3 del World Album Charts de Billboard, y en el número #7 en el Heatseakers Album Chart. En ventas físicas estuvo en los primeros lugares de los rankings surcoreanos Hanteo y Synnara, así como en el puesto #1 del ranking japonés Oricon en la semana de su lanzamiento.
Ideal Cut es el nombre de la serie de conciertos de Seventeen que comenzó con tres días en Seúl y siguió por el sudeste asiático en verano de 2018.

### 2019: You Made My Dawn, Happy Ending y An Ode
"You Made My Dawn" es el sexto miniálbum de Seventeen, fue lanzado el 21 de enero de 2019. La canción principal es "Home" y el álbum contiene un total de seis canciones; incluida Getting Closer, canción presentada en los MAMA 2018 antes del lanzamiento del álbum.
"Happy Ending" es el segundo sencillo promocional japonés de Seventeen, cuya canción principal lleva el mismo título. Incluye las versiones japonesas de Oh My! y Healing.
"An Ode" es el tercer álbum estudio de Seventeen, fue lanzado el 16 de septiembre de 2019. La canción principal es "Fear". El álbum contiene un total de 11 canciones, incluida la versión coreana de Happy Ending. Este álbum fue el segundo mejor vendido de 2019 por un grupo coreano, sobrepasando el millón de ventas. Llegó a 700.000 ventas en la primera semana de lanzamiento.

### 2019: Ode To You
"Ode To You" es el tour mundial de conciertos hecho por SEVENTEEN, comenzando en las ciudades de Seúl y varias de Japón en 2019; en 2020 posteriormente visitaron Norteamérica, presentándose en ciudades como Los Ángeles, New York, Ciudad de México, Chicago, San José, entre otros. También fueron a Manila, Filipinas; dando final abruptamente a la gira debido a la pandemia que azotó al mundo a comienzos de este año. Tenían supuesto hacer conciertos en países de Europa como Francia y España e ir de nuevo a Japón, presentándose en el Tokyo Dome.

### 2020: Éxito mundial, reconocimiento internacional,Heng:garæ"Journey of Youth" y; [Semicolon] "Sequence of Youth"
El 1 de abril, Seventeen lanzó su segundo sencillo japonés "Fallin 'Flower", que ocupó el primer lugar en el Oricon Daily Singles Chart y vendió más de 400.000 copias en su primera semana, asegurando el primer lugar en los Billboard's Japan Hot 100 Chart.
El 13 de mayo, Seventeen lanzó la primera entrega de "Hit The Road", una serie documental publicada en su canal de YouTube. El documental siguió al grupo detrás de escena durante su gira "Ode to You".
El 25 de mayo de 2020 Seventeen pasa a ser parte del personal de Big Hit Entertainment, luego de que esta empresa adquiriera la mayoría de las acciones de Pledis Entertainment.
El 22 de junio, Seventeen lanzó su EP Heng:garæ "Journey of Youth" Incluye seis canciones, entre ellas la canción promocional "Left & Right" y "Fearless" la cual es una secuela de su anterior lanzamiento "Fear". Heng:garæ  vendió 1.000.000 de copias en menos de una semana, convirtiendo a Seventeen en 'million sellers' oficiales y otorgándoles certificaciones de las listas de Hanteo y Gaon. El álbum también se ubicó bien a nivel mundial, con un no.1 en las 27 listas de los mejores álbumes de iTunes en todo el mundo. El 7 de julio, Heng:garæ ocupó el no.1 en la lista de álbumes semanales de Oricon. Seventeen se convirtió en el primer artista masculino extranjero en 12 años en hacerlo, rompiendo el récord anterior establecido por los Backstreet Boys.
El 9 de septiembre, Seventeen lanzó su segundo EP japonés 24H. Fueron el tercer grupo en alcanzar el no. 1 en la lista de álbumes semanales de Oricon con cuatro álbumes consecutivos, una hazaña que fue lograda por última vez en 1977 por la banda de pop rock Bay City Rollers. El 9 de octubre, 24H obtuvo la certificación platino de RIAJ por vender más de 250.000 copias.
El 19 de octubre, Seventeen lanzó su segundo álbum especial ; [Semicolon] "Sequence of Youth". El álbum consta de seis pistas, incluido el sencillo principal "Home; Run", todos los cuales han sido coescritos por los miembros de la banda. ; [Semicolon] incorpora principalmente dance-pop, funk, pop, acid jazz y bossa nova, al mismo tiempo que experimenta con elementos de hip hop, R&B, trap y jazz. Grabado y lanzado como un "álbum especial", el disco llega líricamente a los jóvenes que están soportando la pandemia de COVID-19 en curso, ofreciendo consuelo y aliento. El álbum llegó a los titulares antes de su lanzamiento después de que se informó que se habían vendido más de un millón de copias solo en pedidos anticipados, el segundo de los álbumes del grupo en alcanzar la marca del millón. Comercialmente, el álbum alcanzó el número uno en la lista de álbumes Gaon de Corea del Sur y el número dos en la lista japonesa de álbumes Oricon. Seventeen promocionó el álbum con presentaciones televisadas en vivo en varios programas musicales semanales de Corea del Sur, incluido M! Countdown, Music Bank e Inkigayo.

### 2021: Promociones en EE. UU., Not Alone y proyecto "Power of Love"
El 6 de enero de 2021, Seventeen hizo su debut en la televisión estadounidense en The Late Late Show de CBS con James Corden , interpretando su sencillo "Home;Run" de Semicolon . El video de la presentación fue lanzado en el canal oficial de YouTube y superó el millón de visitas en solo un día. El 13 de enero, Seventeen interpretó su canción "Left & Right" de Heng:garæ en The Kelly Clarkson Show de NBC.
El 21 de abril, Seventeen lanzó su tercer sencillo japonés, "Not Alone". El 14 de mayo, la canción fue certificada doble platino por la RIAJ por vender más de 500.000 copias. Con "Not Alone", Seventeen se convirtió en el primer artista masculino extranjero en la historia en superar las 200.000 ventas en la primera semana con tres sencillos japoneses consecutivos, desde "Happy Ending" hasta "Not Alone".  La canción se desempeñó bien en las listas de Billboard Japan y se ubicó en primer lugar en las listas de singles diarios y semanales de Oricon.  También se ubicó primero en las listas de canciones de iTunes en 10 regiones de todo el mundo. 
El 18 de mayo, Seventeen anunció que se asociaría con Geffen Records y Universal Music Group para la distribución estadounidense e internacional de su música.
Seventeen anunció su proyecto "Power of Love", así como el lanzamiento de su octavo EP Your Choice el 18 de mayo a través de un tráiler conceptual.
Para la primera parte del proyecto, Seventeen lanzó un sencillo digital interpretado por dos miembros de su unidad de hip-hop, Wonwoo y Mingyu, titulado "Bittersweet (feat. Lee Hi )", el 28 de mayo. El EP Your Choice del grupo fue lanzado el 18 de junio.
El 19 de julio, todos los miembros de Seventeen renovaron sus contratos con Pledis Entertainment .
El 22 de octubre, Seventeen lanzó su noveno EP Attacca con el sencillo principal "Rock with You". Attacca vendió dos millones de copias, convirtiéndolo en el primer álbum del grupo que vendió dos millones.
El 8 de diciembre, Seventeen marcó el final de su proyecto "Power of Love" al lanzar un sencillo japonés especial del mismo nombre, promoviendo un mensaje de apoyo y sanación de que el frío y difícil invierno terminaría y la primavera llegaría con el poder del amor.

### 2022: Proyecto "Team SVT", Face the Sun y tercera gira mundial
El 24 de marzo de 2022, Seventeen anunció su proyecto "Team SVT" antes de su sexta reunión de aficionados, Seventeen en Caratland. Presentaron un nuevo logotipo de grupo después del evento de tres días.
El 15 de abril, Seventeen lanzó un sencillo digital en inglés titulado "Darl+ing" antes de su cuarto álbum de estudio, Face the Sun. El álbum fue lanzado el 27 de mayo con el sencillo principal "Hot". "Face the Sun” se convirtió en el primer álbum de SEVENTEEN en ingresar al top 10 del Billboard 200 debutando en el n.º 7, también se convirtió en su primer álbum en figurar durante 4 semanas en el Billboard 200.
Estrenaron su primera película, Seventeen Power of Love: The Movie, en los cines de todo el mundo el 20 y 23 de abril (excluyendo Francia y Japón, donde se estrenó el 21 y 29 de abril, respectivamente).
El 7 y 8 de mayo, Seventeen celebró su Fanmeeting japonés 'Hanabi' en Saitama Super Arena , su primera actuación fuera de línea en el país en dos años y medio desde su gira Ode to You en 2019.
En mayo de 2022, Pledis Entertainment anunció que Seventeen se embarcaría en su tercera gira mundial "Be the Sun", comenzando con el Gocheok Sky Dome en Seúl del 25 al 26 de junio de 2022. La etapa norteamericana consistió en 12 espectáculos en estadios de EE. UU. y Canadá del 10 de agosto al 6 de septiembre. El sello del grupo anunció la incorporación de espectáculos asiáticos en Yakarta, Bangkok, Manila y Singapur del 24 de septiembre al 13 de octubre.
En junio de 2022, se confirmó la etapa en Japón de la tercera gira mundial 'Be the Sun'. El grupo realizó un total de seis espectáculos en domos en todo Japón, incluidos Kyocera Dome Osaka, Tokyo Dome y Vantelin Dome Nagoya en Aichi donde reunieron un total de 270.000 personas.
El 18 de julio de 2022, Seventeen lanzó el repackage de su cuarto álbum de estudio, Sector 17, junto con su sencillo principal "_World". La cuarta pista, "Cheers", interpretada por SVT LEADERS (S.coups, Hoshi y Woozi) fue prelanzada el 7 de julio de 2022. Según Hanteo, Sector 17 vendió 1.126.104 de copias en su primera semana. Con esto, Seventeen se convirtió en el primer álbum reempaquetado en la historia del K-pop en lograr el récord 'Initial Chodong Million Seller' que sucede cuando las ventas de la primera semana del álbum alcanzan 1 millón de copias. La versión remix de la canción con la cantante británica Anne-Marie se lanzó el 26 de agosto.
El 9 de noviembre lanzaron su tercer EP japonés Dream, que incluye la canción principal titulada al igual que el miniálbum “Dream”, junto con la versión japonesa de “Rock with You” y “All My Love” y su exitoso sencillo en inglés, “Darl+ing” en versión navideña. El EP debutó en puesto número uno en el Daily Oricon Albums Chart, vendiendo 388.300 copias en su primer día y debutó en el número uno en el Weekly Oricon Albums Chart, habiendo vendido 498.000 copias en su primera semana.
El 10 de diciembre, Seventeen tuvo su primera aparición en un festival estadounidense desde su debut. El grupo actuó en el escenario principal del festival "LA3C" en el Parque Histórico Estatal de Los Ángeles.

### 2023: Décimo miniálbum 'FML',Seventeenth Heaveny Daesang Album del Año
El 31 de marzo de 2023, se anunció que lanzarían su décimo FML de reproducción extendida el 24 de abril. Seventeen estableció un nuevo récord histórico de ventas de álbumes con su décimo miniálbum titulado 'FML', lanzado el 24 de abril de 2023. Tras su lanzamiento, el álbum se convirtió en el álbum de K-Pop más vendido de la historia, con 3,9 millones de ventas en el primer día y 4,5 millones de ventas en la primera semana. Se convirtió en el primer álbum de K-pop en superar los 6 millones de copias vendidas. El grupo también alcanzó el número 2 en la lista Billboard 200 y también alcanzó el número 1 en Billboard Japan Artist 100.El title track llamado "Super (손오공)" fue destacada en la lista de las 100 mejores canciones de 2023 de Rolling Stone , "Super" ocupó el puesto número 47 y fue apodada "un sencillo de vuelta de la victoria".  En la lista de mitad de año de NME de las mejores canciones de K-pop de 2023, Rhian Daly escribió que la canción "de alguna manera las organiza en un todo cohesivo y contagioso" y la llamó "una canción en constante transformación que cambia a través de votos para seguir avanzando, momentos de reflexión llenos de gratitud". Grammy la incluyó en su lista de las 15 canciones de K-pop que tomaron por asalto el 2023.  Palmer Haasch de Business Insider la clasificó como la segunda mejor en Las mejores canciones de K-pop de 2023.
El 21 y 22 de julio, Seventeen realizó un concierto de 2 días, llamado "Follow" to Seoul, en el Gocheok Sky Dome.Posteriormente, la gira visitó cinco ciudades de Japón y más tarde tres ciudades de Asia. Además de la gira por los domos japoneses, Seventeen lanzó un álbum recopilatorio en japonés titulado Always Yours el 23 de agosto de 2023.
El grupo comenzó sus promociones para su undécimo EP Seventeenth Heaven , lanzado más tarde el 23 de octubre, al anunciar su próximo evento callejero pop-up llamado Seventeen Street en Seúl.  El miniálbum tuvo más de 5,2 millones de pedidos anticipados, lo que lo convirtió en el álbum de K-pop más reservado en la historia, superando su anterior récord. Tras su lanzamiento, el sencillo principal del álbum, "God of Music", debutó en el número uno en el Circle Digital Chart de Corea del Sur durante la semana del 22 al 28 de octubre de 2023  convirtiéndose en la primera canción de Seventeen en encabezar la lista.También esa misma semana, la canción también debutó en el número uno en su componente Download Chart. La canción alcanzó el número uno en el Melon Top 100 , convirtiendo a Seventeen en el primer grupo masculino de K-pop en ocupar el primer lugar en la lista en 2023.  El 29 de noviembre, el grupo ganó su primer daesang de los Premios MAMA por Álbum del Año con FML. 

### 2024:Follow Again,17 Is Right Here World Tour, Spill the Feels y pausas de miembros
El 6 de enero de 2024, Seventeen ganó tres premios importantes en los Golden Disc Awards. El 13 y 14 de enero del mismo año, Seventeen fue el primer grupo de K-pop en realizar un concierto en el Philippine Sports Stadium en Bulacan, Filipinas.
El 29 de enero, Seventeen anunció una etapa adicional de su gira Follow, llamado 'Follow Again Tour' con actuaciones en estadios de Incheon en Corea del Sur; y Yokohama y Osaka, Japón.  Más tarde anunciaron un concierto adicional en Seúl, en el Estadio Mundialista de Seúl , el segundo recinto más grande de Corea del Sur, con una asistencia de 71.500 personas en dos noches. Tras la conclusión de los conciertos de Incheon, Seventeen anunció su próximo álbum recopilatorio titulado 17 Is Right Here , con su sencillo principal "Maestro", lanzado el 29 de abril de 2024, celebrando los lanzamientos en coreano del grupo hasta la fecha. En su primer día de su lanzamiento, 17 is Right Here vendió más de 2,26 millones de copias, estableciendo el récord de ventas para álbumes recopilatorios lanzados por un acto de K-pop. En Japón, el álbum registró ventas de más de 333.000 unidades y ocupó el primer lugar en la lista de álbumes de Oricon para la lista semanal registrada del 29 de abril al 5 de mayo de 2024, rompiendo el récord de ventas de álbumes semanales más alto para artistas extranjeros en 2024; este logro también ha marcado a Seventeen como el artista extranjero con más éxitos en las listas de éxitos grabados en Oricon. 
La gira 'Follow Again' finalmente concluyó en el Estadio Nissan en Japón el 26 de mayo de 2024 en el noveno aniversario del debut del grupo, con una asistencia de 140,000 personas en dos noches. La actuación en el Estadio Nissan convirtió a Seventeen en el segundo acto de K-pop en actuar en el lugar, después de TVXQ, en presentarse en el estadio más grande de Japón para más de 70mil personas. 
El 28 de junio, Seventeen actuó en el escenario Pyramide en el Festival de Glastonbury 2024 , convirtiéndose en el primer grupo de K-pop de la historia en aparecer en el festival. Su actuación fue bien recibida por los asistentes y los críticos como NME, que calificó la actuación con cinco estrellas, comentando que "lo que comenzó como una presentación de un grupo en gran parte desconocido para el público terminó en un júbilo vertiginoso, con los no iniciados previamente abandonando el campo arrastrados por la energía ilimitada que se derramaba desde el escenario".
El 24 de julio de 2024, Seventeen anunció el Right Here World Tour, que comenzaría en octubre de 2024 en el Estadio Goyang en Seúl.El 5 de agosto, Seventeen anunció que lanzarían un nuevo EP coreano en octubre de 2024 y un nuevo sencillo japonés en la segunda mitad del año.
El 12 de agosto, Pledis anunció que Jeonghan sería el primer miembro del grupo en alistarse en el ejército de Corea del Sur antes del lanzamiento del próximo EP en octubre, y que Jun se tomaría un descanso de las actividades del grupo en Corea del Sur a favor de su trabajo en la actuación en China, antes de la presentación programada del grupo en Lollapalooza Berlín a principios de septiembre.
El 8 de septiembre, Seventeen actuó en el escenario principal del Lollapalooza en Berlín, convirtiéndose en el primer acto de K-pop en encabezar la edición alemana del festival.El set fue bien recibido por los fanáticos y los críticos. El 12 de septiembre, Pledis anunció que la fecha de alistamiento de Jeonghan estaba fijada para el 26 de septiembre. 
El 14 de octubre, Seventeen lanzó su decimotercer EP Spill the Feels junto con el sencillo principal "Love, Money, Fame" con DJ Khaled. El 30 de septiembre, Pledis Entertainment confirmó que el EP había superado los 3 millones de pedidos anticipados después de dos semanasy superó las 2.494.180 copias en su primer día, estableciendo un nuevo récord para el grupo. Spill the Feels debutó en el número uno en la lista de álbumes Circle en su primera semana de lanzamiento. En Estados Unidos debutó en el número cinco del Billboard 200 con 64.000 unidades vendidas.
El 11 de noviembre, Seventeen lanzó digitalmente el sencillo japónes "Shohikigen", con un lanzamiento físico programado para el 27 de noviembre.
El grupo hizo su debut de estadio en Estados Unidos el 9 de noviembre en el BMO Stadium de Los Ángeles, donde debido a la gran demanda tuvó que agregar una segunda fecha. Mientras estaban en Los Ángeles, el Ayuntamiento de la ciudad de Los Ángeles honró al grupo por su contribución a la música y al empoderamiento de los jóvenes, y el nativo de Los Ángeles, Joshua, aceptó el premio en nombre del grupo. 
El 29 de octubre de 2024, se reveló que Seventeen formaría parte del line-up del festival mexicano Tecate Pal' Norte 2025, uno de los festivales más famosos e influyentes de México.

### 2025-presente:Happy Burstdayypausas de miembros
El 5 de marzo de 2025, Pledis anunció mediante un comunicado que Wonwoo se enlsitaria en el servicio militar alternativo de Corea del Sur el 3 de abril de ese mismo año. Además, no participaría tanto en el festival Tecate Pal ' Norte 2025 como en la reunión de fans de abril en Japón.
El 8 de julio, Pledis anunció mediante un comunicado en Weverse que Woozi y Hoshi se enlistarían en el servicio militar obligatorio el 15 y 16 de septiembre respectivamente.Además, presentarían shows en Seúl en el HOSHI X WOOZI FAN CONCERT [WARNING] y que sus últimas actividades antes del enlistamiento serían en el fancall de su quinto álbum de estudio Yizhiyu.

## Miembros
| Nombre artístico | Nombre artístico | Nombre de nacimiento | Nombre de nacimiento | Fecha de nacimiento               | Lugar de nacimiento                       | Posiciones |
| Nombres          | Hangul           | Romanización         | Hangul Hanja         | Fecha de nacimiento               | Lugar de nacimiento                       | Posiciones |
| ---------------- | ---------------- | -------------------- | -------------------- | --------------------------------- | ----------------------------------------- | --- |
| S. Coups         | 에스쿱스         | Choi Seungcheol      | 최승철               | 8 de agosto de 1995 (30 años)     | Dalseo-gu, Daegu, Corea del Sur           | Líder del grupo y de la unidad Hip-Hop, rapero principal, sub-vocalista, bailarín y compositor lírico (Unidad Hip-Hop) |
| Jeonghan         | 정한             | Yoon Jeonghan        | 윤정한               | 4 de octubre de 1995 (29 años)    | Gangbuk-gu, Seúl, Corea del Sur           | Vocalista secundario, MC, Bailarín y visual (Unidad Vocal)                                                             |
| Joshua           | 조슈아           | Hong Jisoo Joshua    | 홍지수               | 30 de diciembre de 1995 (29 años) | Los Ángeles, California, Estados Unidos   | Vocalista secundario, Bailarín y visual (Unidad Vocal)                                                                 |
| Jun              | 준               | Wen Junhui           | 文俊辉               | 10 de junio de 1996 (29 años)     | Shenzhen, Guangdong, China                | Vocalista, bailarín principal y visual (Unidad Performance)                                                            |
| Hoshi            | 호시             | Kwon Soonyoung       | 권순영               | 15 de junio de 1996 (29 años)     | Namyangju, Gyeonggi, Corea del Sur        | Líder de la unidad performance, vocalista, bailarín principal, coreógrafo y compositor (Unidad Performance)            |
| Wonwoo           | 원우             | Jeon Wonwoo          | 전원우               | 17 de julio de 1996 (29 años)     | Changwon, Gyeongsangnam-do, Corea del Sur | Vocalista, rapero principal, bailarín, compositor lírico y visual (Unidad Hip-Hop)                                     |
| Woozi            | 우지             | Lee Jihoon           | 이지훈               | 22 de noviembre de 1996 (28 años) | Suyeong-gu, Busan, Corea del Sur          | Compositor, productor, letrista, vocalista principal, bailarín, productor y líder de la Unidad Vocal                   |
| DK               | 도겸             | Lee Seokmin          | 이석민               | 18 de febrero de 1997 (28 años)   | Mapo-gu, Seúl, Corea del Sur              | Líder de la subunidad BooSeokSoon, Vocalista principal y Bailarín (Unidad Vocal)                                       |
| Mingyu           | 민규             | Kim Mingyu           | 김민규               | 6 de abril de 1997 (28 años)      | Anyang, Gyeonggi, Corea del Sur           | Rapero principal, vocalista, MC, compositor lírico, visual y bailarín (Unidad Hip-Hop)                                 |
| The8             | 디에잇           | Xú Minghao           | 徐明浩               | 7 de noviembre de 1997 (27 años)  | Anshan, Liaoning, China                   | Vocalista, visual, rapero y bailarín principal (Unidad Performance)                                                    |
| Seungkwan        | 승관             | Boo Seungkwan        | 부승관               | 16 de enero de 1998 (27 años)     | Jeju-do, Corea del Sur                    | Vocalista principal, DJ, MC y bailarín (Unidad Vocal)                                                                  |
| Vernon           | 버논             | Choi Hansol Vernon   | 최한솔               | 18 de febrero de 1998 (27 años)   | New York, Estados Unidos                  | Rapero principal, compositor lírico, visual y bailarín (Unidad Hip-Hop)                                                |
| Dino             | 디노             | Lee Chan             | 이찬                 | 11 de febrero de 1999 (26 años)   | Iksan, Jeollabuk-do, Corea del Sur        | Vocalista, rapero, bailarín principal y maknae (Unidad Performance)                                                    |

## Subunidades

### BSS
El 21 de marzo de 2018, los miembros DK, Seungkwan y Hoshi debutaron como una subunidad llamada BSS ( coreano:  부석순 ) o BooSeokSoon , un acrónimo de los nombres de los miembros. Lanzaron su primer sencillo "Just Do It" y promocionaron durante un breve período.
En enero de 2023, Pledis anunció que BSS regresaría después de cinco años de inactividad con su primer álbum sencillo Second Wind el 6 de febrero. Fue lanzado junto con el video musical de su sencillo principal, " Fighting " con Lee Young-ji. El álbum contiene otras dos pistas, "Lunch" y "7PM", esta última con el artista noruego Peder Elias.  En el primer día de su lanzamiento, Second Wind vendió más de 478.000 copias, rompiendo el récord de ventas de la primera semana para un álbum lanzado por una subunidad de una banda de K-pop. Al final de la primera semana, el álbum vendió un récord de 610.189 copias en total. BSS obtuvo su primer premio de programa musical el 15 de febrero de 2023, con su sencillo principal "Fighting", en MBC M 's Show Champion, seguida de victorias en M Countdown , Music Bank , Show! Music Core e Inkigayo contando con un total de 8 premios musicales.

### JxW
El 20 de mayo de 2024, se anunció un álbum sencillo titulado This Man, con los miembros Jeonghan y Wonwoo. El álbum fue lanzado el 17 de junio con el sencillo principal "Last Night" y una canción en solitario de cada miembro.  Una semana después de su lanzamiento, This Man registró 787,046 copias, estableciendo un nuevo récord de ventas en la primera semana para un álbum de una subunidad de K-pop.

### HxW
El 25 de diciembre de 2024, se confirmó que Hoshi y Woozi conformarán la tercera subunidad del grupo. El 19 de febrero de 2025 Pledis anunció el álbum debut Beam, el cual saldría el 10 de marzo del mismo año junto a su single 96ers.

## Discografía

### Álbumes de estudio
- Love & Letter (2016)
- Teen,Age (2017)
- An Ode (2019)
- Face the Sun (2022)
- Happy Burstday (2025)

## Premios y nominaciones
| Año  | Premio                             | categoría                                                          | Resultado | Referencia |
| ---- | ---------------------------------- | ------------------------------------------------------------------ | --------- | ---------- |
| 2016 | Golden Disk Awards                 | Rookie Artist of the year                                          | Ganador   |            |
| 2016 | Seoul Music Awards                 | Best New Artist (mejor artista nuevo)                              | Ganador   |            |
| 2016 | Mnet Asian Music Awards            | World Performer Award                                              | Ganador   | .          |
| 2016 | Asia Artist Awards                 | Best Star Award                                                    | Ganador   | [ 139 ]    |
| 2017 | Mnet Asian Music Awards            | Worldwide Favourite Artist                                         | Ganador   | [ 140 ]    |
| 2017 | Mnet Asian Music Awards            | Best Choreography Male Group (mejor coreografía masculina)         | Ganador   | [ 140 ]    |
| 2017 | Mnet Asian Music Awards            | Best Male Group (mejor grupo masculino)                            | Nominado  | .          |
| 2017 | Mnet Asian Music Awards            | Best Music Video                                                   | Nominado  | .          |
| 2017 | MTV Europe Music Awards            | Best Korean Act                                                    | Nominado  | .          |
| 2017 | Golden Disk Awards                 | Daesang Award                                                      | Nominado  | .          |
| 2017 | Golden Disk Awards                 | Bonsang Award                                                      | Ganador   | .          |
| 2017 | Golden Disk Awards                 | Popularity Award                                                   | Nominado  | .          |
| 2017 | Golden Disk Awards                 | Hallyu Special Award                                               | Nominado  | .          |
| 2018 | Golden Disk Awards                 | Bonsang (álbum)                                                    | Ganador   | .          |
| 2018 | Seoul Music Awards                 | Bonsang                                                            | Ganador   | .          |
| 2018 | Seoul Music Awards                 | Popularity Award                                                   | Nominado  | .          |
| 2018 | Seoul Music Awards                 | Korean Wave                                                        | Nominado  | .          |
| 2018 | Mnet Asian Music Awards            | Best Dance Performance – Male Group                                | Ganador   |            |
| 2018 | Mnet Asian Music Awards            | Best OST                                                           | Ganador   |            |
| 2019 | Asian Music Festival Awards        | Best Album of the Year                                             | Ganador   | .          |
| 2019 | Asian Music Festival Awards        | Asia's Best Group of the Year                                      | Ganador   | .          |
| 2019 | Japan Gold Disk Awards             | New Artist of the Year                                             | Ganador   | .          |
| 2019 | Japan Gold Disk Awards             | Best 3 New Artist (Asia)                                           | Ganador   | .          |
| 2019 | Asia Artist Awards                 | Best Icon                                                          | Ganador   | .          |
| 2019 | Asia Artist Awards                 | Best Social Artist                                                 | Ganador   | .          |
| 2019 | Asia Artist Awards                 | Daesang (Album of the Year)                                        | Ganador   | .          |
| 2019 | MelOn Music Awards                 | Stage of the Year                                                  | Ganador   | .          |
| 2019 | Mnet Asian Music Awards            | Worldwide Fans' Choice Top 10                                      | Ganador   | .          |
| 2019 | Mnet Asian Music Awards            | Breakthrough Achievement                                           | Ganador   | .          |
| 2019 | Mnet Asian Music Awards            | Best Male Performance Group                                        | Nominado  | .          |
| 2019 | Mnet Asian Music Awards            | Daesang (Album of the Year)                                        | Nominado  | .          |
| 2020 | Golden Disc Awards                 | Disc Bonsang                                                       | Ganador   |            |
| 2020 | APAN Music Awards                  | Top 10 (Bonsang)                                                   | Ganador   | [ 152 ]    |
| 2020 | APAN Music Awards                  | Idol Champ Global Pick – Group                                     | Ganador   | [ 152 ]    |
| 2020 | The Fact Music Award               | Artist of the Year                                                 | Ganador   |            |
| 2020 | The Fact Music Award               | Worldwide Icon                                                     | Ganador   |            |
| 2020 | Mnet Asian Music Awards            | Worldwide Fans' Choice Top 10                                      | Ganador   |            |
| 2020 | Mnet Asian Music Awards            | Notable Achievement Artist                                         | Ganador   |            |
| 2020 | Mnet Asian Music Awards            | Global Favourite Performer                                         | Ganador   |            |
| 2020 | Mnet Asian Music Awards            | Best Dance Performance – Male Group                                | Nominado  |            |
| 2021 | Asia Artist Awards                 | Artist of the Year (Daesang)                                       | Ganador   | [ 153 ]    |
| 2021 | Asia Artist Awards                 | Fabulous Award                                                     | Ganador   | [ 153 ]    |
| 2021 | Billboard Music Awards             | Top Social Artist                                                  | Nominado  |            |
| 2021 | Mnet Asian Music Awards            | Worldwide Fans' Choice Top 10                                      | Ganador   |            |
| 2021 | Mnet Asian Music Awards            | Best Dance Performance – Male Group                                | Nominado  |            |
| 2021 | The Fact Music Awards              | Artist of the Year                                                 | Ganador   | [ 154 ]    |
| 2021 | The Fact Music Awards              | Best Performer                                                     | Ganador   | [ 154 ]    |
| 2021 | MTV Video Music Award              | Best K-Pop Video                                                   | Nominado  |            |
| 2022 | American Music Awards              | Favorite K-Pop Artist                                              | Nominado  | [ 155 ]    |
| 2022 | Brand Customer Loyalty Awards      | Best Male Idol Group                                               | Ganador   | [ 156 ]    |
| 2022 | Golden Disc Awards                 | Disc Bonsang                                                       | Ganador   |            |
| 2022 | Golden Disc Awards                 | Cosmopolitan Artist Award                                          | Ganador   |            |
| 2022 | MTV Europe Music Awards            | Best Push                                                          | Ganador   |            |
| 2022 | MTV Europe Music Awards            | Best New Act                                                       | Ganador   |            |
| 2022 | MTV Video Music Awards             | Best New Artist                                                    | Nominado  | [ 157 ]    |
| 2022 | MTV Video Music Awards             | Best K-Pop Video                                                   | Nominado  | [ 157 ]    |
| 2022 | MTV Video Music Awards             | Push Performance of the Year                                       | Ganador   | [ 157 ]    |
| 2022 | Mnet Asian Music Awards            | Best Male Group                                                    | Nominado  | [ 158 ]    |
| 2022 | Mnet Asian Music Awards            | Worldwide Icon of the Year                                         | Ganador   | [ 158 ]    |
| 2022 | Mnet Asian Music Awards            | Best Dance Performance – Male Group                                | Ganador   | [ 158 ]    |
| 2022 | Asia Artist Awards                 | Fabulous Award                                                     | Ganador   | [ 159 ]    |
| 2022 | Asia Artist Awards                 | Hot Trend Singer                                                   | Ganador   | [ 159 ]    |
| 2022 | Asia Artist Awards                 | Singer of the Year (Daesang)                                       | Ganador   | [ 159 ]    |
| 2023 | Golden Disc Awards                 | Best Perfomance Award                                              | Ganador   | [ 160 ]    |
| 2023 | Golden Disc Awards                 | Best Album (Bonsang)                                               | Ganador   | [ 160 ]    |
| 2023 | Golden Disc Awards                 | Best Thai Kpop Artist                                              | Ganador   | [ 160 ]    |
| 2023 | The Fact Music Awards              | Artist of the Year (Bongsang)                                      | Ganador   | [ 161 ]    |
| 2023 | The Fact Music Awards              | Daesang (Premio Mayor)                                             | Ganador   | [ 161 ]    |
| 2023 | Mnet Asian Music Awards            | Artist of the Year                                                 | Nominado  | [ 162 ]    |
| 2023 | Mnet Asian Music Awards            | Album of the Year (Daesang)                                        | Ganador   | [ 162 ]    |
| 2023 | Mnet Asian Music Awards            | Best Male Group                                                    | Ganador   | [ 162 ]    |
| 2023 | Mnet Asian Music Awards            | Best Dance Performance – Male Group ("Super")                      | Ganador   | [ 162 ]    |
| 2023 | Mnet Asian Music Awards            | Culture & Style Award                                              | Ganador   | [ 162 ]    |
| 2023 | Mnet Asian Music Awards            | Worldwide Fans Choice Top 10                                       | Ganador   | [ 162 ]    |
| 2023 | Asia Artist Awards                 | Album of the Year (Daesang)                                        | Ganador   | [ 163 ]    |
| 2023 | Asia Artist Awards                 | Performance of the Year (Daesang) - BSS                            | Ganador   | [ 163 ]    |
| 2023 | Melon Music Awards                 | Millions Top 10 Artist - Seventeen & BSS                           | Ganador   | [ 164 ]    |
| 2023 | Brand of the Year Awards           | Male Idol of the Year                                              | Ganador   | [ 165 ]    |
| 2023 | Brand of the Year Awards           | Best Unit - "BSS"                                                  | Ganador   | [ 165 ]    |
| 2023 | Tencent Music Entertainment Awards | Most Influential Overseas Group of the Year                        | Ganador   | [ 166 ]    |
| 2024 | Circle Chart Music Awards          | Artist of the Year – Album - Seventeenth Heaven                    | Ganador   | [ 167 ]    |
| 2024 | Circle Chart Music Awards          | Retail Album of the Year - FML                                     | Ganador   | [ 167 ]    |
| 2024 | Circle Chart Music Awards          | Kit-Album of the Year                                              | Ganador   | [ 167 ]    |
| 2024 | Golden Disc Awards                 | Digital Daesang (Song of the Year)                                 | Nominado  | [ 168 ]    |
| 2024 | Golden Disc Awards                 | Album Daesang (Album of the Year)                                  | Ganador   | [ 168 ]    |
| 2024 | Golden Disc Awards                 | Digital Bonsang - "Super" & "Fighting"(BSS featuring Lee Young-ji) | Ganador   | [ 168 ]    |
| 2024 | Golden Disc Awards                 | Album Bonsang                                                      | Ganador   | [ 168 ]    |
| 2024 | Hanteo Music Awards                | Artist of the Year - Bonsang                                       | Ganador   | [ 169 ]    |
| 2024 | Hanteo Music Awards                | Best Album - Daesang                                               | Ganador   | [ 169 ]    |
| 2024 | Mnet Asian Music Awards            | Artista del Año - Daesang                                          | Ganador   | [ 170 ]    |
| 2024 | Mnet Asian Music Awards            | Album del Año - Daesang                                            | Ganador   | [ 170 ]    |
| 2024 | Mnet Asian Music Awards            | Mejor Grupo Masculino                                              | Ganador   | [ 170 ]    |
| 2024 | Mnet Asian Music Awards            | Worldwide Fans' Choice Male Top 10                                 | Ganador   | [ 170 ]    |
| 2024 | Mnet Asian Music Awards            | Super Stage                                                        | Ganador   | [ 170 ]    |
| 2024 | Mnet Asian Music Awards            | Mejor Video Musical - Maestro                                      | Nominado  | [ 170 ]    |
| 2024 | MTV Video Music Awards             | Group of the Year                                                  | Ganador   | [ 171 ]    |
| 2025 | Golden Disc Awards                 | Album del Año - Daesang                                            | Ganador   | [ 172 ]    |
| 2025 | Golden Disc Awards                 | Album Bonsang                                                      | Ganador   | [ 172 ]    |

### Honores estatales y culturales
| País u organización           | Año  | Honor                                         | Referencia |
| ----------------------------- | ---- | --------------------------------------------- | ---------- |
| Corea del Sur                 | 2020 | Prime Minister's Commendation                 | [ 173 ]    |
| Newsis K-EXPO Cultural Awards | 2021 | Minister of Culture, Sports and Tourism Award | [ 174 ]    |
| E-Daily Culture Awards        | 2022 | Cultural Grand Prize for Best Work – Concert  | [ 175 ]    |
| LA3C Festival                 | 2022 | Minister of Culture, Sports and Tourism Award | [ 176 ]    |

## Videografía

### Reality shows
| Año  | Canal           | Título                          | Miembro(s) |
| ---- | --------------- | ------------------------------- | ---------- |
| 2014 | MBC             | Hello! Stranger                 | Vernon     |
| 2015 | MBC             | Big Debut Plan                  | Todos      |
| 2015 | Mnet            | Show Me The Money 4             | Vernon     |
| 2016 | MBC             | One Fine Day (13 castaway boys) | Todos      |
| 2017 | SBS             | Law of the Jungle               | Mingyu     |
| 2017 | MBC             | One Fine Day in Japan           | Todos      |
| 2018 | MBC             | Creakin heroes                  | Hoshi      |
| 2018 | mnet / abema tv | SVT Club                        | Todos      |

### Shows de variedades
| Año  | Canal               | Título                              | Miembro(s)  |
| ---- | ------------------- | ----------------------------------- | ----------- |
| 2015 | SBS                 | Running Man                         | Todos       |
| 2015 | MBC                 | Weekly Idol                         | Todos       |
| 2017 | MBC                 | Weekly Idol (especial con mascotas) | Mingyu y DK |
| 2017 |                     | Ask in a Box                        | Todos       |
| 2018 | MBC                 | Weekly Idol                         | Todos       |
| 2018 |                     | Inkigayo (MC permanente)            | Mingyu      |
| 2018 | Doki /Tencent /Cyzj | 潮音战纪 Chao Yin Zhan Ji           | Jun y the8  |

### Dramas
| Año  | Título                        | Miembro(s) |
| ---- | ----------------------------- | ---------- |
| 2015 | 男神执事团 Intouchable        | Jun        |
| 2023 | 独家童话 Exclusive Fairy Tale | Jun        |

### Películas
| Año  | Título                     | Miembro(s) |
| ---- | -------------------------- | ---------- |
| 2007 | The Pye Dog                | Jun        |
| 2010 | The Legend Is Born: Ip Man | Jun        |
| 2013 | 我的母亲 My Mother         | Jun        |

## Giras musicales

### Giras mundiales
- Diamond Edge (2017)
- Ode to You (2019–2020)
- Be the Sun (2022)
- Right Here (2024-2025)

### Giras asiáticas
- Shining Diamonds (2016)
- Ideal Cut (2018)
- Follow (2023-2024)

### Giras japonesas
- Japan Arena Tour 'SVT' (2018)
- Japan Tour 'HARU' (2019)

### Conciertos en Internet
- In-Complete (2021)
- Power of Love (2021)

## Publicidad
En septiembre de 2017, la marca de ropa deportiva Dynafit, anunció a Seventeen como sus nuevos embajadores, participando en diversas actividades de promoción, como lo es la campaña "School Attack", en la que visitaron una escuela y reglaron productos Dynafit.
En noviembre de 2017, la marca de cosméticos The Saem, eligió a Seventeen como sus nuevos embajadores a través de una publicación es su Instagram oficial. En el mismo mes, Seventeen firmó contrato con la marca surcoreana de uniformes escolares "Elite", para promocionar sus productos.